# Wayss & Freytag

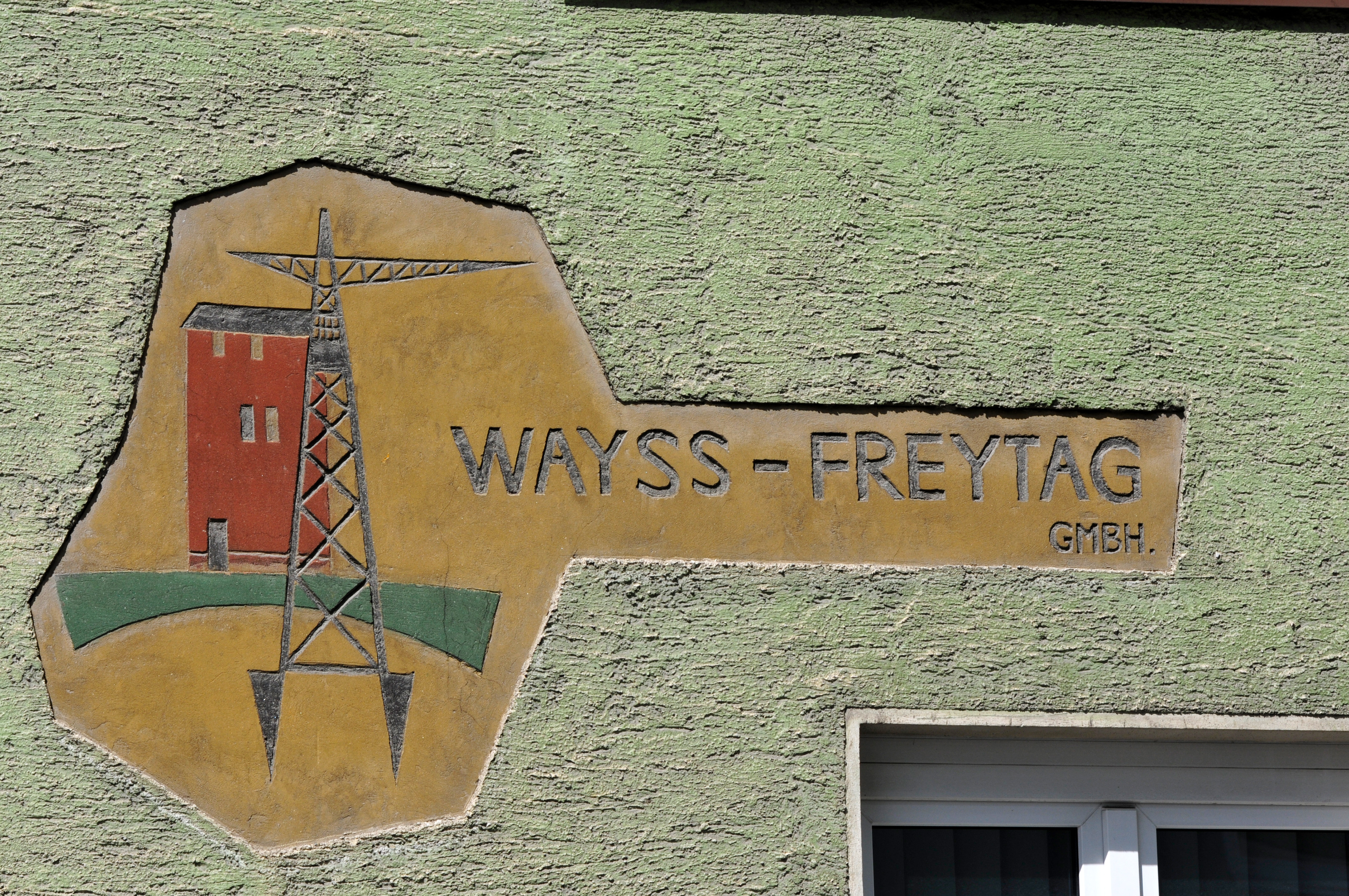
Ancien sigle de la firme sur un immeuble d'Innsbruck (no 12, rue du Dr -Glatz).

Wayss & Freytag est une entreprise de BTP allemande dont le nom est associé à l'introduction du béton armé en Allemagne et plus généralement dans toute l'Europe centrale. Jusqu'en 1999, deux sociétés par actions portaient ce nom. Devenues filiales du groupe néerlandais Koninklijke BAM de 2002 à 2007, elles s'appellent aujourd'hui l'une : BAM Allemagne, l'autre Wayss & Freytag Ingenieurbau.

## Le bureau d'étude Wayss & Freytag
Le bureau d'étude Wayss & Freytag Ingenieurbau AG est issu de la scission de Wayss & Freytag AG et assure des missions de maîtrise d’œuvre depuis le stade de la conception jusqu'à la direction de travaux. Sa palette d'activités comprend : travaux de gros œuvre, chemin de fer, ponts, centrales électriques et usines, montage de partenariats Public-Privé, travaux spéciaux en souterrain, grands stades et halles couvertes polyvalentes, tunnels, mise en œuvre de techniques de protection de l'Environnement, travaux de réhabilitation, travaux fluviaux, usine hydroélectrique et projets de métro.
Le siège social de Francfort-sur-le-Main héberge également le département d'ingénierie, bureau d'études de Wayss & Freytag qui est partenaire de nombreux projets réalisés par la firme.
Ses fondateurs étaient Conrad Freytag et Gustav Adolf Wayss.

## Histoire

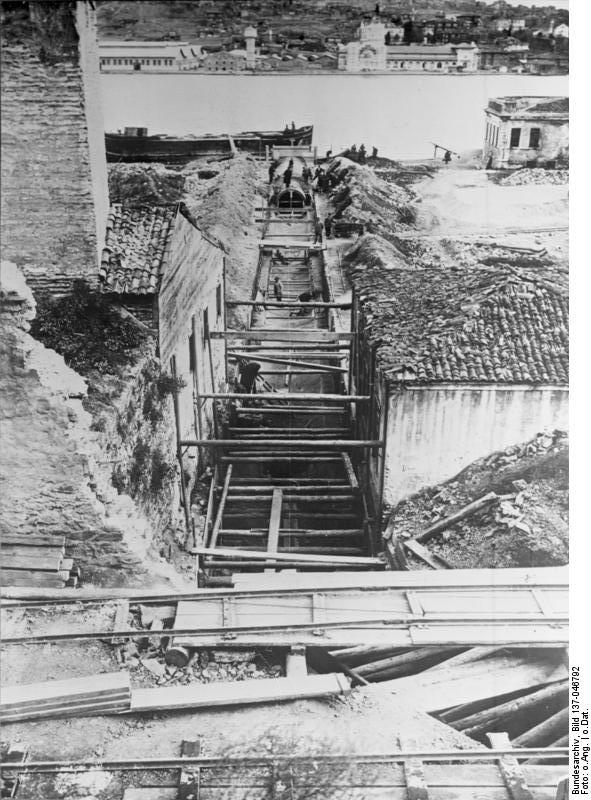
Pose d'une canalisation à Istamboul.

Ces deux entreprises sont issues de Wayss & Freytag AG, elle-même filiale de la Sté Freytag & Heidschuch fondée en 1875, et vendue en 1890 par Conrad Freytag à Gustave-Adolphe Wayss (1851-1917). C'est sans doute lors d'une exposition universelle à Anvers, en 1885, que l'ingénieur Wayss avait vu les réalisations en béton armé de Joseph Monier. Il acquit donc les droits sur le brevet Monier (1881) pour l'Allemagne du Nord, et commercialisa cette technique sous le nom de Monierbau. Dès 1887, il publie à Berlin un traité : Das system Monier. Eisengrippe mit Cementumhüllung.
Entre 1887 et 1891, près de 300 ponts seront construits en Allemagne et en Autriche par la société fondée par Wayss en utilisant le brevet de Joseph Monier. En 1890, Wayss réalise le pont de Wildegg sur l'Aar canalisé : ce pont, construit suivant le système Monier, a une portée de 37 m, record mondial de l'époque.
Avec le retour de Freytag en 1893 dans la société, celle-ci poursuivit ces activités sous la raison sociale Wayss & Freytag. En 1900, la société Wayss & Freytag devient une société par actions, Wayss & Freytag AG. Elle engage en 1901 Emil Mörsch pour diriger son bureau d'études. Par ses innovations, elle a donné une impulsion décisive à la technologie du BTP.
En 1946 elle a participé à la fondation de la Société de Ravalement de Francfort (TVG), chargée de valoriser les déblais tirés des ruines. Les multiples brevets déposés par cette société, par ex. différents systèmes de construction par voussoirs, ou la combinaison d'air comprimé et d'eau sous pression dans les tunneliers à bouclier pressurisé, sont mondialement reconnus. Elle s'est également acquis une grande réputation dans la construction de stades. Dans les années 1970, le groupe Wayss & Freytag appartenait à la holding AGIV. En 1995, le département Génie mécanique de Wayss & Freytag et la filiale berlinoise de H. Klammt AG ont fusionné pour former la Sté GBS (Geräte und Baustellenservice). Puis en 1996, AGIV a revendu ses participations dans Wayss & Freytag au cimentier néerlandais HBG (Hollandsche Beton Groep). En 2002, le groupe HBG a fusionné avec Koninklijke BAM et la Sté GBS, distributeur des machines Wayss & Freytag, a été rebaptisée BAM Services GmbH. Enfin en 2008 BAM Services GmbH est devenue une filiale de Wayss & Freytag Ingenieurbau, avant d'être réintégrée en 2011.
La Sté Wayss & Freytag Schlüsselfertigbau issue de la scission de 1999 avait fusionné avec une entreprise de BTP de Göttingen, Bauunternehmen RAULF BAU-GmbH, qui depuis janvier 2007 a fusionné avec Müller-Altvatter GmbH & Co. pour former BAM Deutschland.

## Chantiers de référence
Pour le seul domaine des travaux en souterrain, le site internet de la compagnie mentionne entre autres les projets suivants :
- en Allemagne: tunnel du Katzenberg (Bade-Wurtemberg), rocade de Düsseldorf, rocade Nord-Sud de Cologne, gares, métro et requalification du carrefour Louise-Kiesselbach du périphérique intermédiaire à Munich, tour Killesberg à Stuttgart, ligne U3 Nord de l'U-Bahn, tunnel de la ligne ferroviaire Erfurt–Leipzig/Halle, le pont Kabelsteg à Munich.
- Quoique déconnecté du réseau, le tunnel du Cour-aux-Faisans du métro de Stuttgart dépend de la ligne U6.
- en Suisse: tunnel de l'Uetliberg à Zurich
- Eurotunnel
- aux Pays-Bas; tunnel Hubertus de La Haye, tunnel de Heinenoord et de Botlek, Métro ASDAM, Anvers
- en Malaisie: Stormwater Management and Road Tunnel de Kuala Lumpur
- au Venezuela: métro de Maracaïbo
- au Luxembourg : Tunnel Grouft (lb).

## Voir également
- (de) Cet article est partiellement ou en totalité issu de l’article de Wikipédia en allemand intitulé « Wayss & Freytag » (voir la liste des auteurs).
- Joseph Monier
- Emil Mörsch